# 東京医科大学病院
東京医科大学病院（とうきょういかだいがくびょういん、英語: Tokyo Medical University Hospital）は、学校法人東京医科大学が運営する大学病院である。
904床の入院病床数を有する。新宿副都心に位置し、病院本館（地上19階建）は1986年（昭和61年）の完成当時、日本で最高層の病院建築であったが、2019年（令和元年）3月に同敷地内で竣工した新病棟が稼動した後に解体された。

## 沿革
- 1931年（昭和6年）5月 - 東京医学専門学校付属淀橋診療所を開設[3]
- 1932年（昭和7年）11月 - 淀橋診療所を淀橋病院と改称[3]
- 1946年（昭和21年）5月 - 東京医学大学の設立により東京医科大学病院と改称[3]
- 1957年（昭和32年）11月 - 外来本館、第3病棟、図書館、薬理学、法医学教室及び中央病棟落成[3]
- 1961年（昭和36年）2月 - 南病棟、同窓会館落成
- 1972年（昭和47年）3月 - 教育棟落成
- 1981年（昭和56年）
  - 3月 - 第1研究教育棟落成
  - 12月 - 新病院着工
- 1985年（昭和60年）
  - 10月1日 - 特定承認保険医療機関、特定承認療養取扱機関、重病者の収容実施承認
  - 12月 - 新病院完成（現在の本館）[3]
- 1986年（昭和61年）4月 - 新病院開院
- 1987年（昭和62年）12月 - 中央病棟及び南病棟を改修、研究センター棟及び医局センター棟に改称
- 1988年（昭和63年）2月 - 精神神経科病棟開設[3]
- 1991年（平成3年）4月1日 - 特定集中治療室管理施設基準承認
- 1993年（平成5年）
  - 4月1日 - 救急医療センター開設
  - 12月1日 - 特定機能病院承認
- 1994年（平成6年）10月1日 - 紹介患者の初診の費用等の算定に係る特定機能病院の基準の届出
- 1995年（平成7年）11月6日 - エイズ診療協力病院（拠点病院）指定
- 1996年（平成8年）
  - 5月14日 - 総合健診センター（人間ドック） 新宿アイランド7階に移転開設
  - 7月1日 - 新生児集中治療病院（NICU）施設基準届出、中期入院病棟開設
- 1997年（平成9年）10月1日 - 地域周産期母子医療センター認定
- 1999年（平成11年）
  - 4月16日 - 健康スポーツ外来開設
  - 9月1日 - 救命救急センター認定
  - 10月1日 - 医療連携室新設
- 2001年（平成13年）7月1日 - ストレス外来開設
- 2002年（平成14年）6月1日 - 新救命救急センター本館1階で稼働、病棟移転
- 2003年（平成15年）
  - 4月1日 - 安全管理室設置
  - 10月6日 ICU、CCU稼動
- 2004年（平成16年）
  - 4月1日 - 卒業臨床研修センター、感染症対策室設置
  - 10月25日 - CVラインセンター設置
- 2005年（平成17年）
  - 6月27日 - 乳腺外来設置
  - 8月1日 - 特定機能病院取消
  - 9月1日 - 心臓外科、血管外科、乳腺外科設置
- 2006年（平成18年）
  - 1月1日 - 新医療体制導入、総合診療科稼動
  - 1月10日 - 化学療法センター稼動
- 2007年（平成19年）
  - 5月28日 - メンタルヘルス科外来移転
  - 12月1日 - メンタルヘルス科病棟移転
- 2008年（平成20年）
  - 1月1日 - 敷地内全面禁煙実施
  - 1月31日 - 新リハビリテーションセンター稼働
  - 4月1日 - 東京都認定がん診療病院認定、心臓リハビリテーションセンター設置、保健指導室設置
  - 5月 - 緩和ケア支援室設置
- 2009年（平成21年）
  - 2月1日 - 特定機能病院再認定
  - 9月 - 渡航者医療センター、外来エコーセンター設置
  - 12月 - 細胞治療センター設置
- 2010年（平成22年）
  - 4月 - 医療連携室、医療福祉相談室、在宅医療支援室を統合し、総合相談・支援センター設置
  - 10月 - ロボット手術支援センター設置
- 2011年（平成23年）
  - 4月 - 心臓外科と血管外科を統合し、心臓血管外科設置。緩和ケア支援室を廃止し、緩和医療部設置
- 2013年（平成25年）
  - 10月 - 感染症科設置
- 2019年（令和元年）
  - 6月28日 - 旧病院外来終了
  - 6月30日
    - 旧病院救命救急最終日
    - ローソン東京医科大学病院店閉店

  - 7月1日 - 新病院救命救急稼働開始
  - 7月5日
    - 新病院外来開始
    - タリーズ開店
    - ナチュラルローソン開店

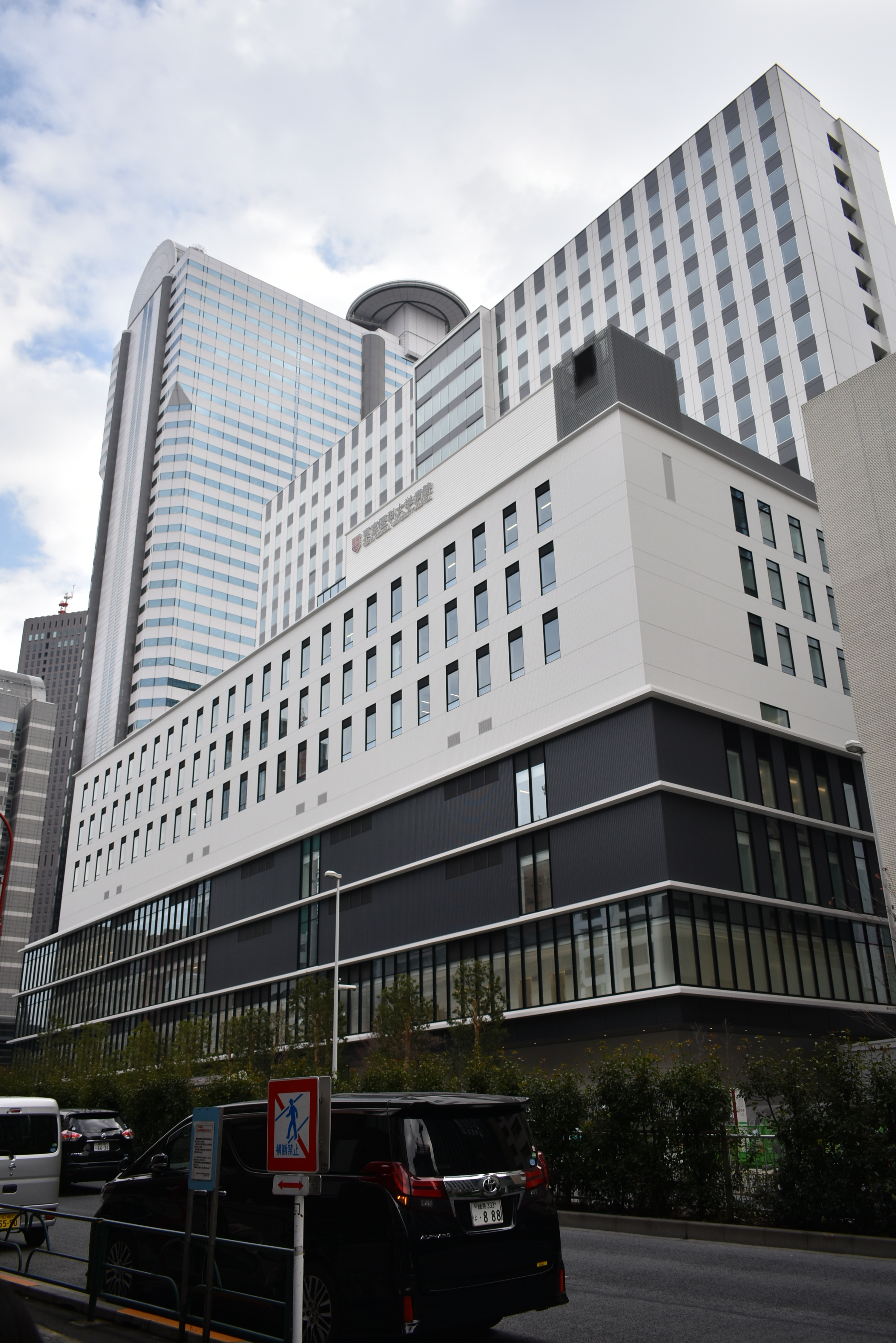
北西側より見る（2019年3月1日撮影）
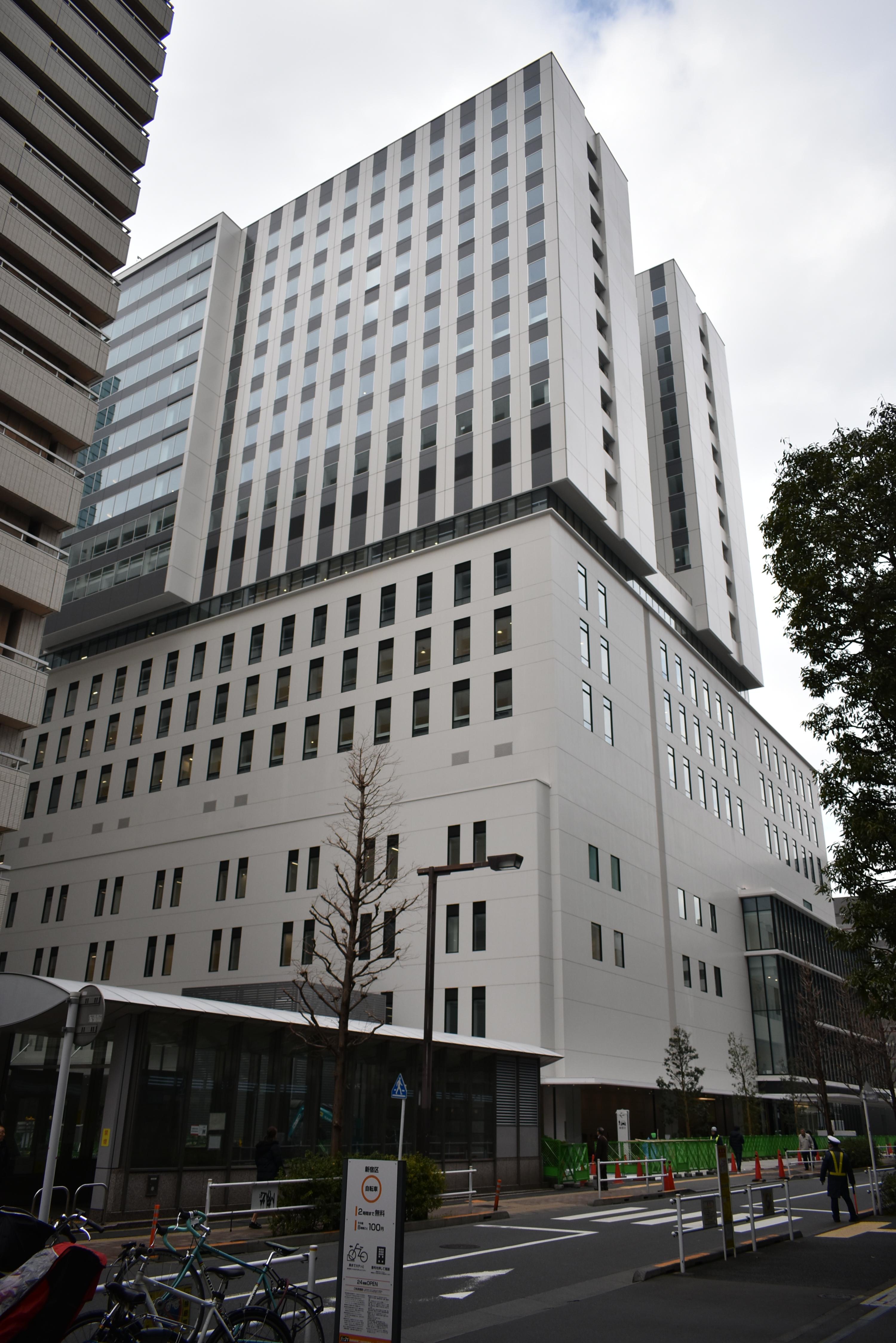
南東側より見る（2019年3月1日撮影）
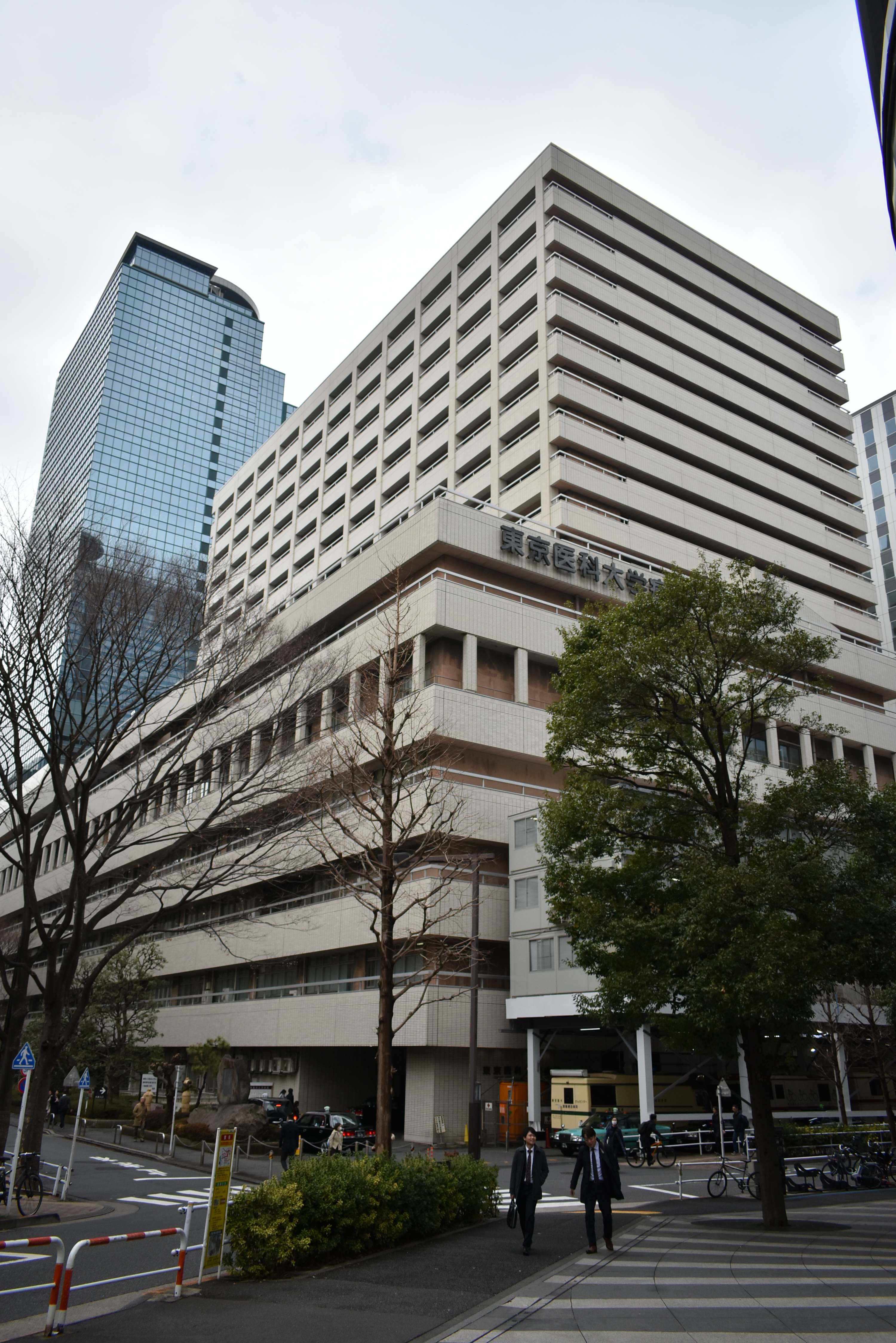
南東側より旧病院を見る（2019年3月1日撮影）

## 診療時間
| 時間帯 | 平日        | 平日        | 平日        | 土曜日     | 土曜日     | 土曜日     |
| 時間帯 | 診療時間    | 受付時間    | 受付時間    | 診療時間   | 受付時間   | 受付時間   |
| 時間帯 | 診療時間    | 初診        | 再診        | 診療時間   | 初診       | 再診       |
| ------ | ----------- | ----------- | ----------- | ---------- | ---------- | ---------- |
| 午前   | 8:30-12:00  | 8:00-11:00  | 8:30-12:00  | 8:30-12:00 | 8:00-11:00 | 8:30-12:00 |
| 午後   | 13:00-16:30 | 11:00-14:30 | 11:00-16:30 | 休診       | 休診       | 休診       |

## 診療科
- 内科系診療科 Internal Medicine
  - 総合診療科
  - 血液内科
  - 呼吸器内科
  - 循環器内科
  - 糖尿病・代謝・内分泌内科
  - リウマチ・膠原病内科
  - 消化器内科
  - 小児科・思春期科
  - 脳神経内科
  - 腎臓内科
  - 高齢診療科
  - 皮膚科
  - メンタルヘルス科
  - 臨床検査医学科
  - 臨床腫瘍科
  - 感染症科
- 外科系診療科 Surgery
  - 呼吸器外科・甲状腺外科
  - 心臓血管外科
  - 乳腺科
  - 消化器外科・小児外科
  - 産科・婦人科
  - 脳神経外科
  - 泌尿器科
  - 麻酔科
  - 整形外科
  - 形成外科
  - 歯科口腔外科・矯正歯科
  - 眼科
  - 耳鼻咽喉科・頭頸部外科
- 放射線科

## 教職員数
- 医師/歯科医師：735人
- 研修医：82人
- 看護師 （准看護師含）：1,218人
- 看護助手：56人
- 医療技術員：411人
- 事務職員：330人
- その他：14人
- 合計：2,846人
  - 全職種非常勤職員を除く

※ 2022年（令和4年）4月1日現在

## 指定医療機関
- 東京都災害拠点病院
- エイズ診療拠点病院
- 救急告示医療機関
- 救命救急センター
- 地域周産期母子医療センター
- 地域がん診療連携拠点病院
- 地域型認知症疾患医療センター

### 特定機能病院
1993年（平成5年）に特定機能病院の認定を受けるが、2005年の第2外科（心臓外科）における医療事故に係わり厚生労働省による承認取り消しを受け、指定を持たない大学病院となっていたが、2009年に特定機能病院として再承認された。

## 卒後臨床研修
2007年（平成19年）4月、大学病院として初めて特定非営利活動法人卒後臨床研修評価機構の審査を受けた。2008年（平成20年）には、日本医学教育学会を主催した。

## 医療事故
2002年（平成14年）10月から１年間に、立て続けに心臓弁膜症の手術を受けた患者４人が死亡した。いずれの執刀医も同一人物であるという内部告発があり、それを受けて、手術の結果は医療ミスではないかと疑った３遺族が、死亡患者３人のカルテなどの保全を司法に求めた。病院側は当初、手術ミスを否定したが、外部の専門家による調査委員会は、「執刀医の経験不足で、合併症が起き、死亡という結果に至った」との報告書を提出し、技術の未熟な外科医に執刀を続けさせた指導体制の不備などを厳しく指摘した。これを受けて、病院側はミスを認めて謝罪、理事長らトップが引責辞任を表明、担当教授、外科医が辞職した。
2003年（平成15年）当時51歳の女性患者が点滴用カテーテルを誤挿入され死亡した。女性は、平成15年7月、直腸がんの手術を受けるために入院。手術自体は成功したが、栄養剤などを点滴するために首から挿入したカテーテルが誤って血管外に入り、胸腔内に点滴液が貯留。脳に十分な酸素が供給されず意識不明となり、平成17年4月に死亡した。事故をめぐり、女性の遺族らが学校法人東京医科大に約1億円の損害賠償を求めた訴訟は、大学側が遺族に和解金を支払うことなどを条件に、東京高裁で和解が成立した。

## 建築計画
新しい建物を造るための「建築計画のお知らせ」が、2011年（平成23年）11月18日に掲示された。用途は学校、敷地2万2325平方メートル、建築面積1137.84平方メートル、延べ建築面積1万6335.84平方メートル、構造はS造一部SRC造･RC造。地上20階建て、地下2階、塔屋１階、高さ88.03メートル（最高91.70メートル）、新病棟着工予定16年4月27日、完了予定19年3月31日、基礎工法は場所打ちコンクリート杭、免震構造で最大60ｃｍの揺れ幅に押さえられていて手術中の際でも継続して行うことが可能。設計は大林組一級建築事務所、施工は大林組である。
なお、地上8階・地下1階・高さ28.0mの建物ほか10棟を解体するという掲示も出された。解体期間は、先行解体が11年12月5日～12年4月15日、後期解体が13年3月15日～14年8月9日である。それぞれアスベストの撤去工事を含む。解体は大成建設である。

## 交通アクセス
- JR東日本山手線/埼京線/湘南新宿ライン/中央線快速/中央・総武線「新宿駅」下車 徒歩約15分
- 京王電鉄京王線「新宿駅」下車 徒歩約15分
- 京王新線/都営地下鉄新宿線「新宿駅」下車 徒歩約15分
- 小田急電鉄小田原線「新宿駅」下車 徒歩約15分
- 東京メトロ丸ノ内線西新宿駅（東京医大病院前）2番出口 徒歩約1分
- 都営大江戸線都庁前駅A7番出口 徒歩約7分
- 都営バス王78系統/宿91系統「東京医大病院前」下車1分
- 西武バス宿20系統「東京医大病院前」下車1分
- 京王電鉄バス宿32系統/宿33系統/宿41系統/宿45系統/宿51系統「新宿住友ビル前」下車2分

## その他
- アメリカ映画「ロスト・イン・トランスレーション」（2003年）では、主役のハリウッド・スター（ビル・マーレイ）とスカーレット・ヨハンソンが受診する病院として登場する。
- テレビドラマ「HERO」（2001年、フジテレビ）では、出演者が受診する病院として登場する。
- 玉袋筋太郎が生まれた病院でもある[6]。
- 敷地内に警視庁新宿警察署成子坂交番がある。